# Cabdio
Cabdio is een geslacht van straalvinnige vissen uit de familie van karpers (Cyprinidae).

## Soort
- Cabdio morar (Hamilton, 1822)